# Jan Raas
Jan Raas (Heinkenszand, Zeeland, 8 de novembro de 1952) é um ex-ciclista de rota neerlandês, profissional entre os anos 1975 e 1985, durante os quais conseguiu mais de 115 vitórias, sendo as mais memorables o Campeonato do Mundo de 1979 em Valkenburg, o Tour de Flandres de 1979 e 1983, a Paris-Roubaix de 1982, a Milão-Sanremo de 1977 e o recorde de cinco vitórias na Amstel Gold Race, bem como dez etapas no Tour de France.
Considerado como um hábil estratega em corrida e grande velocista, Jan Raas destacava nas clássicas, onde era um especialista e um dos corredores mais exitosos de finais dos 70 e princípios dos 80.

## Biografia
Filho de um granjero, nasceu a 8 de novembro de 1952 em Heinkenszand, para perto de Goes, em Zelanda.
Seu interesse pelo ciclismo chegou os 16 anos, idade na que abandonou a escola e adquiriu sua primeira bicicleta de corridas e começou a competir como junior, obtendo sua primeira vitória em julho de 1969.
Seus sucessos em corridas de aficionados como o Olympia Tour e o Campeonato Nacional Neerlandés, levaram ao grande ciclista e director da venerável equipa de TI-Raleigh, Peter Post, a lhe oferecer a Raas um contrato profissional para a temporada de 1975, com 22 anos.
Em sua duas primeiras temporada na elite, Jan Raas demonstrou ser uma grande promessa, conseguindo duas pequenas vitórias e terminado quarto na Volta da Bélgica.
Assinou com a equipa Frisol para a temporada de 1977. Ali consagrou-se como ciclista ganhando a prestigiosa Milan–San Remo, a Amstel Gold Race e uma etapa do Tour de France. O seus grandes resultados levaram a Pós a recrutá-lo novamente para sua equipa TI–Raleigh para a seguinte temporada, depois do desaparecimento do conjunto Frisol.
A partir daí, Raas converteu-se na força impulsora por trás dos sucessos da equipa a fins dos anos setenta e princípios dos oitenta.
Em 1979 Raas desfrutou de uma temporada maravilhosa, ganhou o Tour de Flandres, a E3 Prijs Vlaanderen (agora E3 BinckBank Classic), uma etapa do Tour de France e se converteu em Campeão do Mundo em sua terra natal superando ao sprint ao alemão "Didi" Thurau em frente a 200,000 espectadores.
Com a camisola arco-íris sobre os ombros, Raas completou sua quarta vitória consecutiva a 5 de abril de 1980 com um sprint extremamente poderoso por adiante do belga Fons De Wolf e o talentoso jovem irlandês Sean Kelly. O resto da temporada de 1980 foi positivo para Jan, quem ganhou quatro etapas no Tour de France, com outra vitória nos E3 Prijs Vlaanderen e Kuurne-Bruxelas-Kuurne, entre as outras vitórias.
Raas seguiu com outros quatro triunfos na Amstel Gold Race para obter um recorde de cinco.
«A Gold Race foi feita para mim, não tinha habilidade como escalador, mas as curtas e duras colinas de Limburg foram feitas para mim»— Jan Raas
Ao final da temporada, mudou-se ao Kwantum Hallen-Yoko, o actual Jumbo-Visma, onde permaneceu na cadeira durante mais duas temporadas sem resultados significativos
Raas se estrelló no 1984 de Milão-Sanremo, ferindo suas costas e órgãos internos dos que nunca se recuperou por completo. No entanto, ainda conseguiu ganhar uma etapa final no Tour de France de 1984.
Raas decidiu fechar as cortinas de sua ilustre corrida a seguinte temporada, no dia após terminar o critério de Hansweert.
O conhecimento de Raas fez um movimento natural na gestão da equipa e converteu-se em director do escuadrón Kwantum, depois encontrou novos patrocinadores para criar as equipas SuperConfex, Buckler, WordPerfect, Novell e finalmente Rabobank.
Raas retirou-se por completo do desporto em 2003.

## Galeria

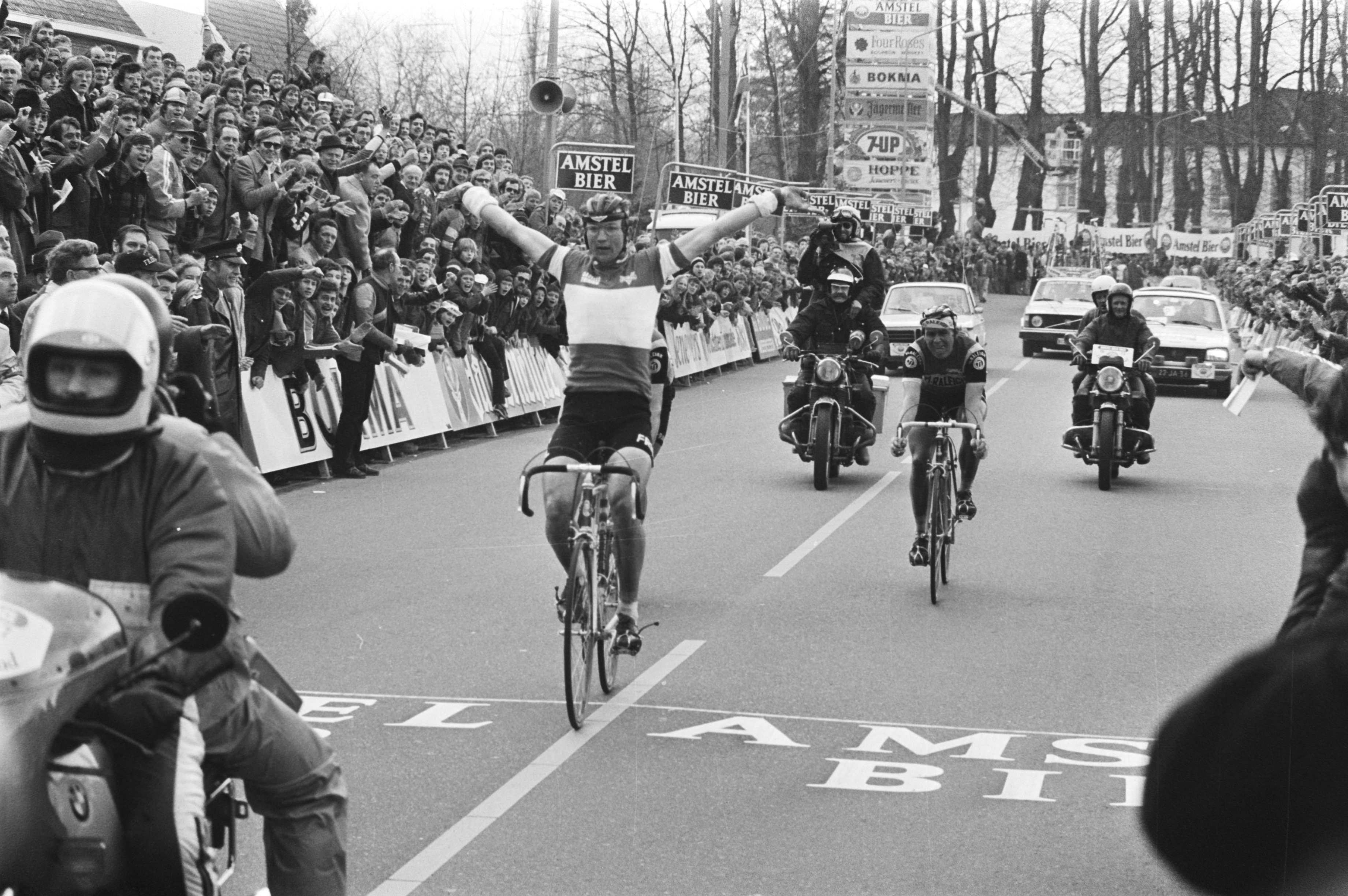
Celebrando a vitória na Amstel Gold Race de 1977.
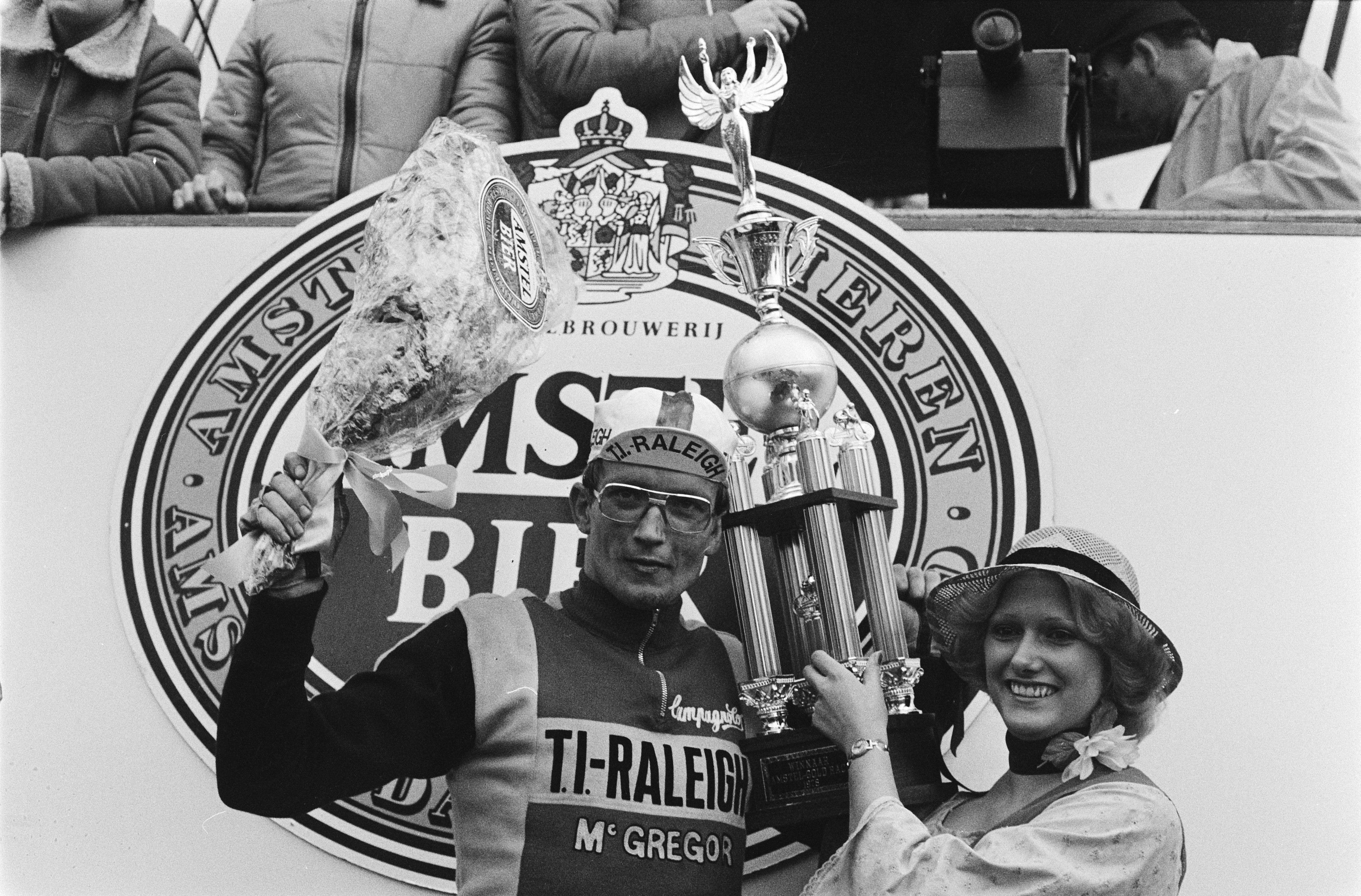
Podio da Amstel Gold Race de 1978.
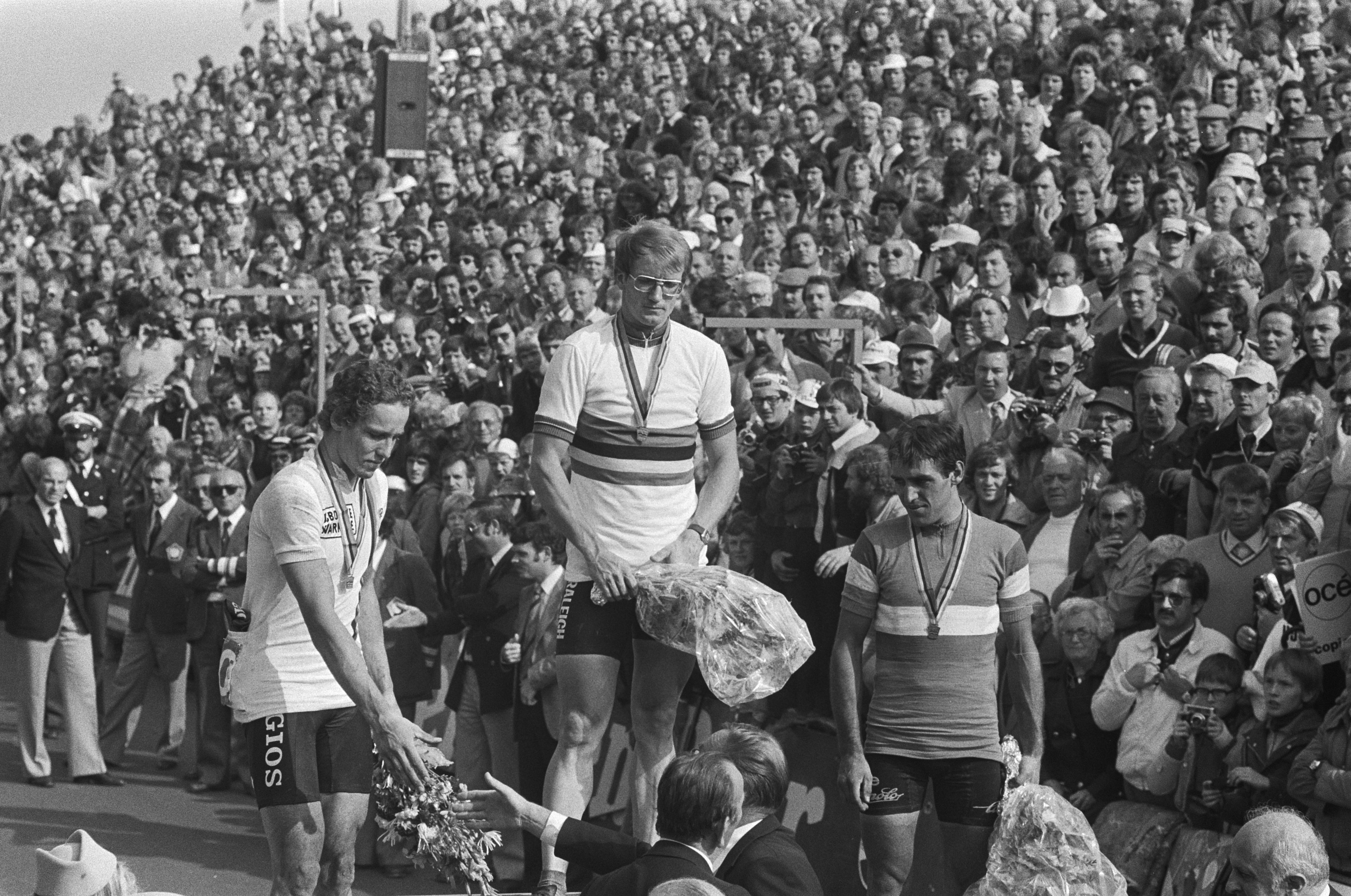
Podio do Campeonato do Mundo de 1979.

## Palmarés
| 1973 (como amador) - Ronde van Midden-Nederland - 1975 - Grande Prêmio da Villa de Zottegem - 1976 - Campeonato dos Países Baixos em Estrada - 1 etapa da Volta à Bélgica - 1977 - Milão-Sanremo - Amstel Gold Race - 1 etapa do Tour de France - 1 etapa do Tour do Mediterrâneo - 1978 - Amstel Gold Race - 2.º no Campeonato dos Países Baixos em Estrada - 3 etapas do Tour de France - 1 etapa da Volta à Suíça - Paris-Tours - Paris-Bruxelas - Grande Prêmio de Mônaco - Grande Prêmio de Antibes - 1 etapa dos Quatro Dias de Dunquerque - 1 etapa da Volta aos Países Baixos - 1979 - 1 etapa da Paris-Nice - 1 etapa do Tour do Mediterrâneo - Volta à Flandres - Amstel Gold Race - Volta aos Países Baixos, mais 2 etapas - 1 etapa da Volta à Alemanha - 1 etapa da Volta à Bélgica - 3.º no Campeonato dos Países Baixos em Estrada - 1 etapa do Tour de France - E3-Prijs Harelbeke - Campeonato do Mundo em Estrada | - 1980 - Amstel Gold Race - 3 etapas do Tour de France - 1 etapa da Paris-Nice - 2 etapas do Tour do Mediterrâneo - Kuurne-Bruxelas-Kuurne - E3-Prijs Harelbeke - Grande Prêmio de Cannes - Acht van Chaam - 1 etapa da Volta aos Países Baixos - 1 etapa da Volta à Bélgica - 1981 - Paris-Tours - Gante-Wevelgem - Het Volk - Étoile de Bessèges - 3.º no Super Prestige Pernod International - E3-Prijs Harelbeke - Grand Prix Jef Scherens - 1982 - Paris-Roubaix - Amstel Gold Race - Através de Flandres - 1 etapa do Tour de France - 1 etapa da Étoile de Bessèges - 1 etapa da Volta aos Países Baixos - 1983 - Campeonato dos Países Baixos em Estrada - Volta à Flandres - Grande Prêmio a Marsellesa - 3.º no Super Prestige Pernod International - Kuurne-Bruxelas-Kuurne - Delta Profronde - 1984 - Campeonato dos Países Baixos em Estrada - 1 etapa do Tour de France |

## Resultados

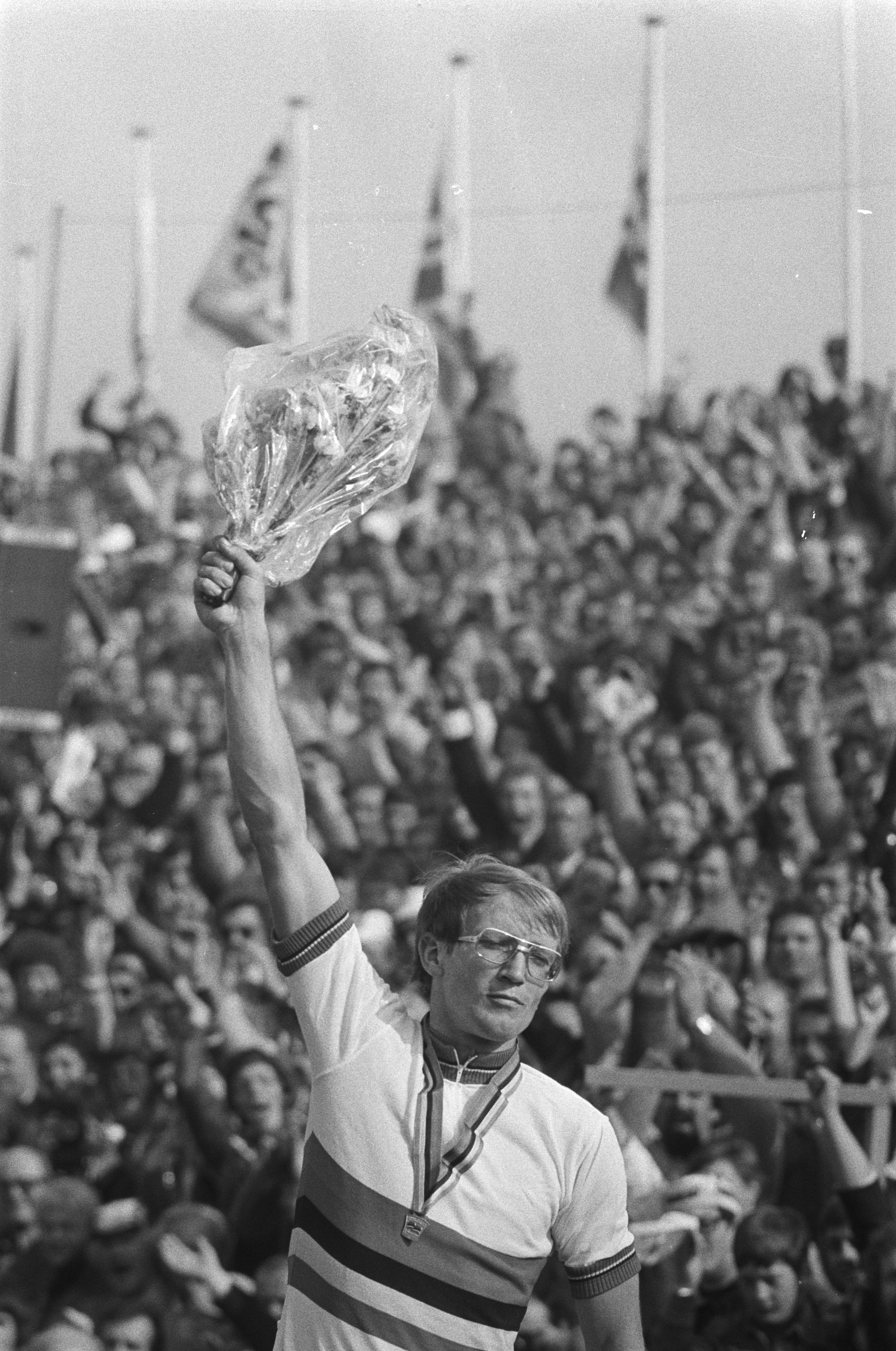

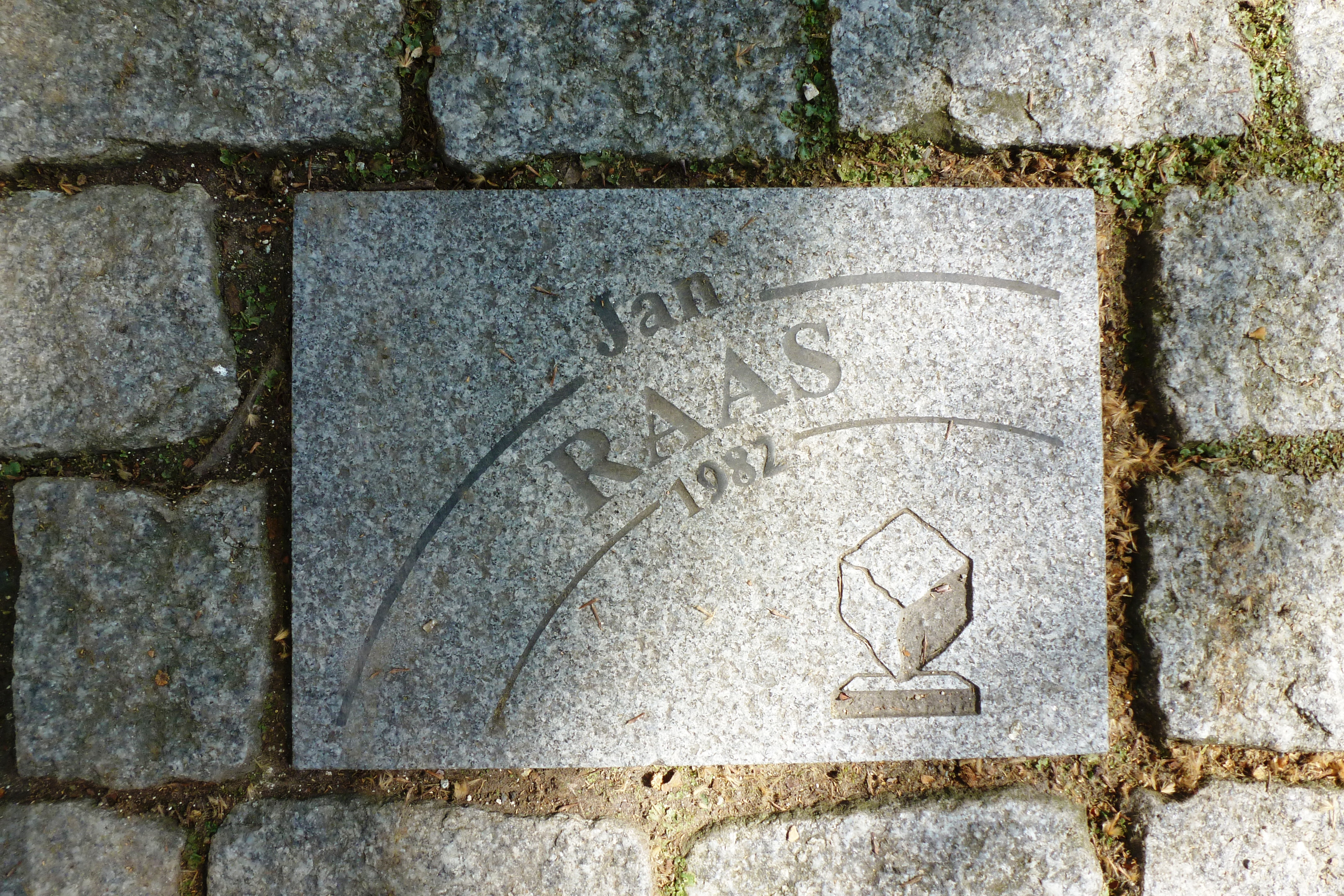
Lousa de pavimento ("pavé") dedicada a Jan Raas, na avenida Charles Crupelandt de Roubaix

Durante sua corrida desportiva tem conseguido os seguintes postos em Grandes Voltas e corridas de um dia.

### Grandes Voltas
| Corrida | Corrida         | 1975 | 1976 | 1977 | 1978 | 1979 | 1980 | 1981 | 1982 | 1983 | 1984 | 1985 |
| ------- | --------------- | ---- | ---- | ---- | ---- | ---- | ---- | ---- | ---- | ---- | ---- | ---- |
|         | Giro d'Italia   | —    | —    | —    | —    | —    | —    | —    | —    | —    | —    | —    |
|         | Tour de France  | —    | 83.º | Ab.  | 24.º | Ab.  | Ab.  | —    | Ab.  | Ab.  | Ab.  | —    |
|         | Volta a Espanha | —    | —    | —    | —    | —    | —    | —    | —    | —    | —    | —    |

### Clássicas, Campeonatos e JJ. OO.
| Corrida                | Corrida                | 1975 | 1976 | 1977 | 1978  | 1979 | 1980 | 1981 | 1982 | 1983 | 1984 | 1985 |
| ---------------------- | ---------------------- | ---- | ---- | ---- | ----- | ---- | ---- | ---- | ---- | ---- | ---- | ---- |
| Omloop Het Nieuwsblad  | Omloop Het Nieuwsblad  | 8.º  | 9.º  | 2.º  | 3.º   | 2.º  | 5.º  | 1.º  | 6.º  | 2.º  | 11.º | 45.º |
| Kuurne-Bruxelas-Kuurne | Kuurne-Bruxelas-Kuurne | —    | —    | 5.º  | —     | —    | 1.º  | 29.º | 5.º  | 1.º  | —    | —    |
|                        | Milão-Sanremo          | —    | —    | 1.º  | 105.º | 12.º | 3.º  | —    | 14.º | 3.º  | —    | 93.º |
| Através de Flandres    | Através de Flandres    | —    | —    | —    | —     | 3.º  | 2.º  | 1.º  | 2.º  | —    | —    | —    |
| E3 Harelbeke           | E3 Harelbeke           | 6.º  | —    | 7.º  | 2.º   | 1.º  | 1.º  | 1.º  | 5.º  | —    | —    | —    |
| Gante-Wevelgem         | Gante-Wevelgem         | 24.º | —    | 10.º | 4.º   | 3.º  | 6.º  | 1.º  | —    | 2.º  | —    | —    |
|                        | Volta à Flandres       | —    | 11.º | 3.º  | 22.º  | 1.º  | 3.º  | 3.º  | 13.º | 1.º  | —    | —    |
| Scheldeprijs           | Scheldeprijs           | —    | —    | 40.º | —     | —    | 3.º  | —    | —    | —    | 12.º | —    |
|                        | Paris-Roubaix          | 40.º | 7.º  | 6.º  | 3.º   | 5.º  | —    | —    | 1.º  | —    | —    | —    |
| Flecha Brabanzona      | Flecha Brabanzona      | —    | 4.º  | 5.º  | —     | —    | —    | —    | —    | —    | —    | —    |
| Amstel Gold Race       | Amstel Gold Race       | —    | 2.º  | 1.º  | 1.º   | 1.º  | 1.º  | 5.º  | 1.º  | 3.º  | —    | —    |
| Flecha Valona          | Flecha Valona          | —    | —    | —    | 31.º  | —    | —    | —    | —    | —    | —    | —    |
|                        | Liège-Bastogne-Liège   | —    | —    | 13.º | —     | —    | —    | —    | —    | —    | —    | —    |
| Paris-Bruxelas         | Paris-Bruxelas         | —    | 28.º | —    | 1.º   | 11.º | 33.º | 2.º  | 7.º  | —    | —    | —    |
| Paris-Tours            | Paris-Tours            | 5.º  | 8.º  | —    | 1.º   | 3.º  | 35.º | 1.º  | 24.º | 3.º  | 30.º | —    |
| Mundial em Estrada     | Mundial em Estrada     | Ab.  | 8.º  | Ab.  | 13.º  | 1.º  | Ab.  | Ab.  | 17.º | —    | Ab.  | —    |
| Holanda em Estrada     | Holanda em Estrada     | —    | 1.º  | —    | 2.º   | 3.º  | 5.º  | —    | 4.º  | 1.º  | 1.º  | —    |

—: Não participa

Ab.: Abandona

X: Edições não celebradas

## Recordes e marcas pessoais
- Ciclista com mais vitórias na Amstel Gold Race (5 vitórias).